# Lulu sama sebou
Lulu sama sebou (v originále Lulu femme nue) je francouzský hraný film z roku 2013, který režírovala Sólveig Anspach jako volnou adaptaci komiksu Lulu femme nue od Étienna Davodeaua. Snímek měl světovou premiéru na filmovém festivalu v Lamě dne 31. července 2013.

## Děj
Lucie zvaná Lulu má pracovní pohovor v Saint-Gilles-Croix-de-Vie. Je stydlivá a málo sebevědomá, neví, jak se ukázat. Takže není přijata. Je vdaná za mechanika Sergeho, se kterým má tři děti. Na nádraží Lulu zavolá Sergeovi, aby mu řekla špatnou zprávu. Ten ji odbude a zajímá se jen to, kdy se vrátí domů. Lulu se rozhodne zůstat a přespí v hotelu. Druhý den na nádraží zjistí, že v hotelu zapomněla snubní prsten. Tím se její pobyt ještě víc protáhne

## Obsazení
| Karin Viardová   | Lucie zvaná Lulu        |
| Bouli Lanners    | Charles Castanaud       |
| Claude Gensac    | Marthe                  |
| Corinne Masiero  | majitel baru            |
| Pascal Demolon   | Richard Castanaud       |
| Philippe Rebbot  | Jean-Marie Castanaud    |
| Nina Meurisse    | Virginie, servírka      |
| Marie Payen      | Cécile, sestra Lulu     |
| Solène Rigot     | Morgane, dcera Lulu     |
| Patrick Ligardes | Serge, manžel Lulu      |
| Vincent Londez   | ředitel lidských zdrojů |
| Thomas Blanchard | recepční v hotelu       |

## Ocenění
- Filmový festival v Sarlatu: Cena za nejlepší ženský herecký výkon (Karin Viardová)
- César: nominace v kategoriích nejlepší herečka ve vedlejší roli (Claude Gensac) a nejlepší adaptace (Sólveig Anspach a Jean-Luc Gaget)